# Hard edge

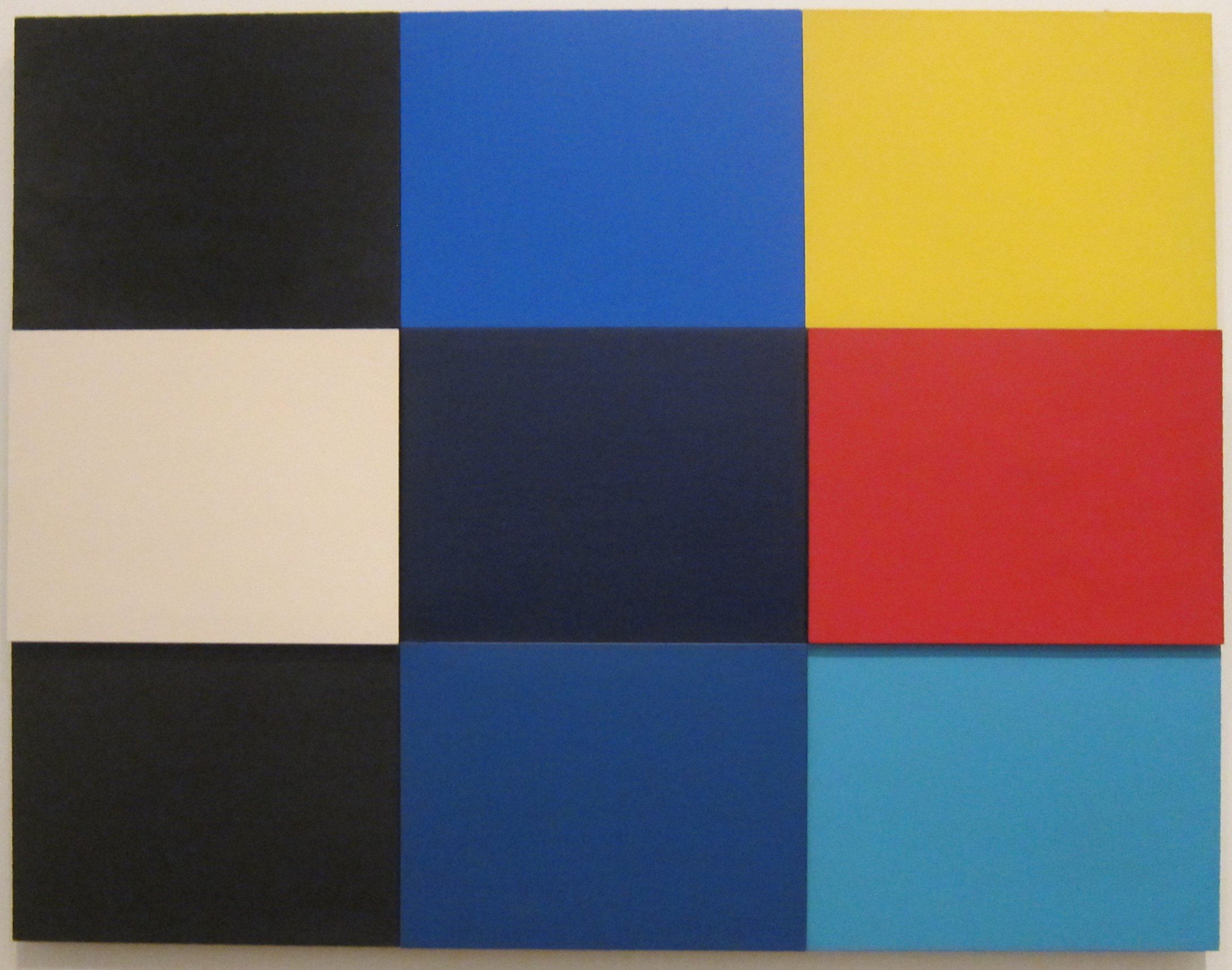
Méditerranée - huile sur bois par Ellsworth Kelly, Tate Modern - Londres.

Ne doit pas être confondu avec Hard Edge.
Hard edge painting désigne un mouvement artistique caractérisé par des œuvres peintes dans lesquelles les transitions sont brusques entre les zones de couleur. Les zones sont souvent d'une même couleur. Le style de peinture « Hard edge » est lié à l'abstraction géométrique, à l'Op Art, à l'abstraction post-picturale et à la Color Field painting.

## Histoire du terme
Le terme a été inventé en 1959 par Jules Langsner, écrivain, conservateur et critique d'art au Los Angeles Times, ainsi que par Peter Selz (en), pour décrire le travail de quelques peintres californiens.
L'expressionnisme abstrait a adopté une application de peinture sciemment impersonnelle et a délimité des zones de couleur avec une netteté particulière. Cette approche de la peinture abstraite s'est généralisée dans les années 1960, bien que la Californie soit son centre créatif.
D'autres mouvements ou styles, plus anciens, contenaient également la qualité de la dureté, par exemple les précisionnistes qui ont également affiché cette qualité dans une grande mesure dans leur travail. On peut voir que le trait dur est associé à une ou plusieurs écoles de peinture, mais est aussi un terme généralement descriptif pour désigner ces qualités que l'on retrouve dans toute peinture. La peinture aux contours nets peut être à la fois figurative et non représentative.
À la fin des années 1950, Langsner et Peter Selz, alors professeur aux Claremont Colleges, ont observé un lien commun entre les travaux récents de John McLaughlin (en) (1898-1976), Lorser Feitelson (1898-1978), Karl Benjamin (1925-2012), Frederick Hammersley (1919-2009) et l'épouse de Feitelson, Helen Lundeberg (1908-1999). Le groupe de sept personnes s'est réuni chez les Feitelson pour discuter d'une exposition collective de ce style de peinture non figurative. Sous la direction de Langsner, Four Abstract Classicists (Quatre classiques abstraits) a ouvert ses portes au musée des arts du comté de Los Angeles en 1959. Helen Lundeberg n'était pas reprise dans l'exposition. En 2008, ces peintres ont participé à une exposition itinérante intitulée The Birth of the Cool dans les musées californiens, ainsi que dans les domaines du design, de la musique et du film du milieu du siècle.

### Exposition
Four Abstract Classicists a été sous-titrée California Hard-Edge par le critique d'art britannique et conservateur Lawrence Alloway lors de son voyage en Angleterre et en Irlande. Le terme est devenu plus répandu après qu'Alloway l'ait utilisé pour décrire une peinture abstraite géométrique contemporaine américaine présentant « l'économie de la forme », « la plénitude de la couleur », « la propreté de la surface » et la disposition non relationnelle des formes sur la toile.
En 1964, Jules Langsner organisa une deuxième grande exposition d'hard edge à la Pavilion Gallery de Balboa, Californie (également connu sous le nom de Newport Pavilion), avec la coopération de la Galerie Ankrum, la Galerie Esther Robles, la Galerie Felix Landau et la Galerie Ferus et Heritage Gallery of Los Angeles. On appelait cela simplement la California Hard-edge painting. Florence Arnold, John Barbour, Larry Bell, Karl Benjamin, John Coplans, Lorser Feitelson, Frederick Hammersley, June Harwood, Helen Lundeberg, John McLaughlin (en) et Dorothy Waldman y ont également participé.
Ce style d'abstraction géométrique incisif rappelle les travaux antérieurs de Kasimir Malevitch, Vassily Kandinsky, Theo van Doesburg et Piet Mondrian. D'autres artistes associés à la peinture Hard edge comprennent Herb Aach, Josef Albers, Richard Anuszkiewicz, Max Bill, Ilya Bolotowsky, Herbert Busemann, Ralph Coburn, Nassos Daphnis, Ronald Davis, Gene Davis, Robyn Denny, Howard Mehring, Burgoyne Diller, John Ferren, Peter Halley, Al Held, Robert Indiana, Ellsworth Kelly, Günther C. Kirchberger, John Levee, Alexander Liberman, Agnès Martin, George LK Morris, Kenneth Noland, Ad Reinhardt, Deborah Remington, Bridget Riley, Ludwig Sander, David Simpson, Leon Simpson, Leon Polk Smith, Julian Stanczak, Jeffrey Steele, Frank Stella, Myron Stout, Leo Valledor, Victor Vasarely, Charmion von Wiegand, Neil Williams, John Stephan, Larry Zox et Barbro Östlihn.

## Voir également
- Art abstrait
- Expressionnisme abstrait
- Abstract Imagists (en)
- Art concret
- Formalisme (en)
- Abstraction lyrique
- Minimal art
- Art moderne
- Shaped canvas
- Verdadisme (en)